# Lista de recordes da MLB em temporada única
Os recordes a seguir são pós-1900.

## Recordes em rebatidas

### Home runs
(* uso confirmado ou suspeito de drogas para melhoria de desempenho)
| Jogador       | Time                 | Home runs | Temporada |
| ------------- | -------------------- | --------- | --------- |
| *Barry Bonds  | San Francisco Giants | 73        | 2001      |
| *Mark McGwire | St. Louis Cardinals  | 70        | 1998      |
| *Sammy Sosa   | Chicago Cubs         | 66        | 1998      |
| *Mark McGwire | St. Louis Cardinals  | 65        | 1999      |
| *Sammy Sosa   | Chicago Cubs         | 64        | 2001      |
| *Sammy Sosa   | Chicago Cubs         | 63        | 1999      |
| Roger Maris   | New York Yankees     | 61        | 1961      |
| Babe Ruth     | New York Yankees     | 60        | 1927      |

### Rebatidas
| Jogador       | Time                  | Rebatidas | Temporada |
| ------------- | --------------------- | --------- | --------- |
| Ichiro Suzuki | Seattle Mariners      | 262       | 2004      |
| George Sisler | St. Louis Browns      | 257       | 1920      |
| Bill Terry    | New York Giants       | 254       | 1930      |
| Lefty O'Doul  | Philadelphia Phillies | 254       | 1929      |

### Média de rebatidas
| Jogador        | Time                   | Média  | Temporada |
| -------------- | ---------------------- | ------ | --------- |
| Hugh Duffy     | Boston Beaneaters      | 43,97% | 1894      |
| Nap Lajoie     | Philadelphia Athletics | 42,65% | 1901      |
| Rogers Hornsby | St. Louis Cardinals    | 42,35% | 1924      |
| George Sisler  | St. Louis Browns       | 41,98% | 1922      |
| Ty Cobb        | Detroit Tigers         | 41,96% | 1911      |

### Corridas Impulsionadas (RBI)

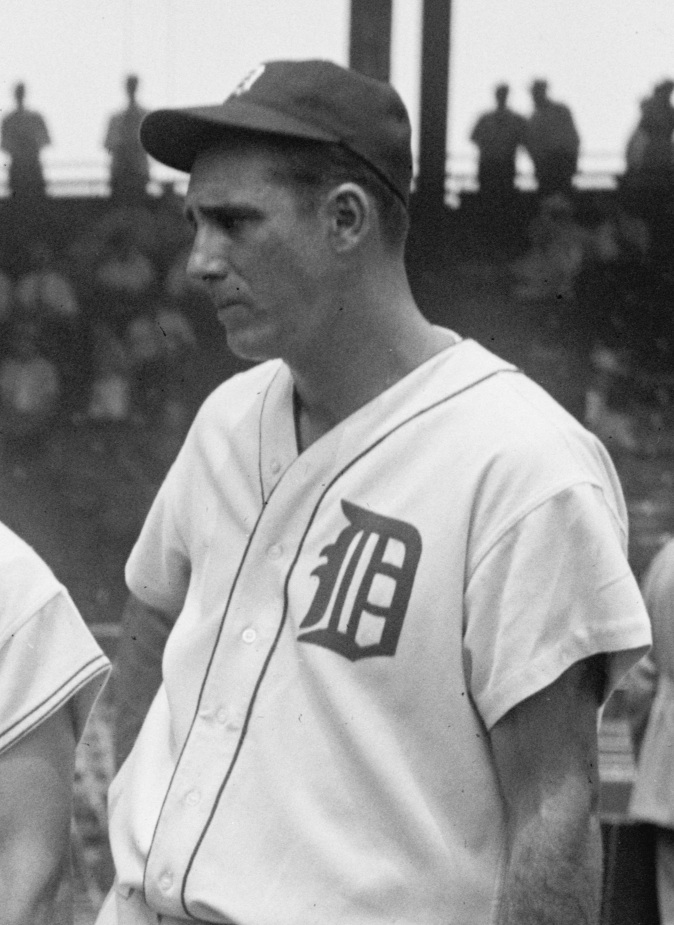
Hank Greenberg, integrante do Hall da Fama e 2 vezes MVP

| Jogador        | Time             | RBIs | Temporada |
| -------------- | ---------------- | ---- | --------- |
| Hack Wilson    | Chicago Cubs     | 191  | 1930      |
| Lou Gehrig     | New York Yankees | 184  | 1931      |
| Hank Greenberg | Detroit Tigers   | 183  | 1937      |
| Jimmie Foxx    | Boston Red Sox   | 175  | 1938      |
| Lou Gehrig     | New York Yankees | 175  | 1927      |

### Sequência de rebatidas
| Jogador       | Time             | Sequência de jogos | Temporada |
| ------------- | ---------------- | ------------------ | --------- |
| Joe DiMaggio  | New York Yankees | 56                 | 1941      |
| Pete Rose     | Cincinnati Reds  | 44                 | 1978      |
| Bill Dahlen   | Chicago Colts    | 42                 | 1894      |
| George Sisler | St. Louis Browns | 41                 | 1922      |
| Ty Cobb       | Detroit Tigers   | 40                 | 1911      |

### Corridas
| Jogador     | Time                  | Corridas | Temporada |
| ----------- | --------------------- | -------- | --------- |
| Babe Ruth   | New York Yankees      | 177      | 1921      |
| Lou Gehrig  | New York Yankees      | 167      | 1936      |
| Lou Gehrig  | New York Yankees      | 163      | 1931      |
| Babe Ruth   | New York Yankees      | 163      | 1928      |
| Chuck Klein | Philadelphia Phillies | 158      | 1930      |

### Duplas
| Jogador        | Time                | Duplas | Temporada |
| -------------- | ------------------- | ------ | --------- |
| Earl Webb      | Boston Red Sox      | 67     | 1931      |
| George Burns   | Cleveland Indians   | 64     | 1926      |
| Joe Medwick    | St. Louis Cardinals | 64     | 1936      |
| Hank Greenberg | Detroit Tigers      | 63     | 1934      |
| Paul Waner     | Pittsburgh Pirates  | 62     | 1932      |

### Triplas
| Jogador      | Time               | Triplas | Temporada |
| ------------ | ------------------ | ------- | --------- |
| Chief Wilson | Pittsburgh Pirates | 36      | 1912      |
| Sam Crawford | Detroit Tigers     | 26      | 1914      |
| Kiki Cuyler  | Pittsburgh Pirates | 26      | 1925      |
| Joe Jackson  | Cleveland Naps     | 26      | 1912      |

### Vez ao bastão
| Jogador       | Time                  | Vezes no bastão | Temporada |
| ------------- | --------------------- | --------------- | --------- |
| Jimmy Rollins | Philadelphia Phillies | 716             | 2007      |
| Willie Wilson | Kansas City Royals    | 705             | 1980      |
| Ichiro Suzuki | Seattle Mariners      | 704             | 2004      |
| Juan Samuel   | Philadelphia Phillies | 701             | 1984      |
| Dave Cash     | Philadelphia Phillies | 699             | 1975      |
| Juan Pierre   | Chicago Cubs          | 699             | 2006      |

### Bases roubadas
| Jogador          | Time                | Bases roubadas | Temporada |
| ---------------- | ------------------- | -------------- | --------- |
| Rickey Henderson | Oakland Athletics   | 130            | 1982      |
| Lou Brock        | St. Louis Cardinals | 118            | 1974      |
| Vince Coleman    | St. Louis Cardinals | 110            | 1985      |
| Vince Coleman    | St. Louis Cardinals | 109            | 1987      |
| Rickey Henderson | Oakland Athletics   | 108            | 1983      |

## Recordes em arremessos

### Vitória

#### Todos os tempos
| Jogador           | Time                | Vitórias | Temporada |
| ----------------- | ------------------- | -------- | --------- |
| Jack Chesbro      | New York Yankees    | 41       | 1904      |
| Ed Walsh          | Chicago White Sox   | 40       | 1908      |
| Christy Mathewson | New York Giants     | 37       | 1908      |
| Walter Johnson    | Washington Senators | 36       | 1913      |
| Joe McGinnity     | New York Giants     | 35       | 1904      |

#### Era da bola viva(pós-1920)
| Jogador       | Time                   | Vitórias | Temporada |
| ------------- | ---------------------- | -------- | --------- |
| Lefty Grove   | Philadelphia Athletics | 31       | 1931      |
| Denny McLain  | Detroit Tigers         | 31       | 1968      |
| Dizzy Dean    | St. Louis Cardinals    | 30       | 1934      |
| Hal Newhouser | Detroit Tigers         | 29       | 1944      |
| Dazzy Vance   | Brooklyn Dodgers       | 28       | 1924      |
| Lefty Grove   | Philadelphia Athletics | 28       | 1930      |
| Dizzy Dean    | St. Louis Cardinals    | 28       | 1935      |
| Robin Roberts | Philadelphia Phillies  | 28       | 1952      |

### ERA
| Jogador        | Time                | ERA   | Temporada |
| -------------- | ------------------- | ----- | --------- |
| Dutch Leonard  | Boston Red Sox      | 0.961 | 1914      |
| Mordecai Brown | Chicago Cubs        | 1.038 | 1906      |
| Bob Gibson     | St. Louis Cardinals | 1.123 | 1968      |

### Strikeouts
| Jogador       | Time                 | Strikeouts | Temporada |
| ------------- | -------------------- | ---------- | --------- |
| Nolan Ryan    | California Angels    | 383        | 1973      |
| Sandy Koufax  | Los Angeles Dodgers  | 382        | 1965      |
| Randy Johnson | Arizona Diamondbacks | 372        | 2001      |
| Nolan Ryan    | California Angels    | 367        | 1974      |
| Randy Johnson | Arizona Diamondbacks | 364        | 1999      |

### Shutouts
| Jogador        | Time                   | Shutouts | Temporada |
| -------------- | ---------------------- | -------- | --------- |
| Jack Coombs    | Philadelphia Athletics | 13       | 1910      |
| Bob Gibson     | St. Louis Cardinals    | 13       | 1968      |
| Pete Alexander | Philadelphia Phillies  | 12       | 1915      |

### Salvamento
| Jogador             | Time                | Salvamentos | Temporada |
| ------------------- | ------------------- | ----------- | --------- |
| Francisco Rodriguez | Los Angeles Angels  | 62          | 2008      |
| Bobby Thigpen       | Chicago White Sox   | 57          | 1990      |
| John Smoltz         | Atlanta Braves      | 55          | 2002      |
| Éric Gagné          | Los Angeles Dodgers | 55          | 2003      |

### Balks
| Jogador         | Time              | Balks | Temporada |
| --------------- | ----------------- | ----- | --------- |
| Dave Stewart    | Oakland Athletics | 16    | 1988      |
| John Dopson     | Boston Red Sox    | 15    | 1989      |
| Bob Welch       | Oakland Athletics | 13    | 1988      |
| John Candelaria | New York Yankees  | 12    | 1988      |
| Juan Guzmán     | Texas Rangers     | 12    | 1988      |

### Wild pitch
| Jogador        | Time              | Wild pitches | Temporada |
| -------------- | ----------------- | ------------ | --------- |
| Red Ames       | New York Giants   | 30           | 1905      |
| Tony Cloninger | Atlanta Braves    | 27           | 1966      |
| Larry Cheney   | Chicago Cubs      | 26           | 1914      |
| Juan Guzmán    | Toronto Blue Jays | 26           | 1993      |

## Recordes por equipe

### Home runs
| Time              | Home runs | Temporada |
| ----------------- | --------- | --------- |
| New York Yankees  | 267       | 2018      |
| Toronto Blue Jays | 264       | 1997      |
| Toronto Blue Jays | 260       | 2005      |
| Toronto Blue Jays | 257       | 2010      |
| Baltimore Orioles | 257       | 1996      |